# Sion (distrikt)
District de Sion är ett av de 14 distrikten i kantonen Valais i Schweiz. Distriktet ligger i den franskspråkiga delen av kantonen.

## Indelning
Distriktet består av fem kommuner:
| Vapen     | Namn      | Invånare 2023-12-31 | Yta i km² |
| --------- | --------- | ------------------- | --------- |
| Arbaz     | Arbaz     | 1 462               | 19,23     |
| Grimisuat | Grimisuat | 3 906               | 4,45      |
| Savièse   | Savièse   | 8 182               | 70,97     |
| Sion      | Sion      | 36 624              | 34,86     |
| Veysonnaz | Veysonnaz | 621                 | 1,14      |